# Diocesi di Tamugadi

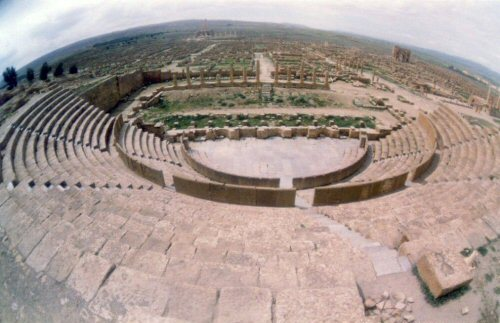
Il teatro romano di Timgad

La diocesi di Tamugadi (in latino Dioecesis Thamugadensis) è una sede soppressa e sede titolare della Chiesa cattolica.

## Storia
Tamugadi, sito archeologico, patrimonio dell'umanità, oggi chiamato Timgad, nei pressi di Batna in Algeria, è un'antica sede episcopale della provincia romana di Numidia.
Il sito è ricco di monumenti cristiani, per la maggior parte risalenti all'epoca bizantina (VI secolo): fino al 1911 erano state scoperti 17 edifici religiosi, comprese due grandi basiliche e due monasteri. Tra essi si distinguono: la chiesa detta  di Januarius; il monastero nord o "cattedrale cattolica"; il monastero ovest o "cattedrale donatista". Tutti questi edifici sono dotati di un battistero, cosa che per gli archeologici qualifica ed identifica una chiesa episcopale.
Sono diversi i vescovi noti di questa antica diocesi africana. Il primo è Novato, che prese parte al concilio di Cartagine convocato il 1º settembre 256 da san Cipriano per discutere della questione relativa alla validità del battesimo amministrato dagli eretici, e figura al 4º posto nelle Sententiae episcoporum. Morcelli inserisce poi il vescovo Sisto, menzionato nel 320, che studi successivi però hanno escluso. Segue il donatista Optato, che governò da tiranno la diocesi dal 388 al 398, anno in cui fu ucciso in prigione; di lui parla spesso sant'Agostino nelle sue opere.
Alla conferenza di Cartagine del 411, che vide riuniti assieme i vescovi cattolici e donatisti dell'Africa romana, presero parte il cattolico Faustiniano e il donatista Gaudenzio. Questi due vescovi sono menzionati anche in altre occasioni. Il nome di Faustiniano, senza la sede di appartenenza, si trova anche tra le sottoscrizioni del concilio antipelagiano celebrato a Milevi nel 416. Gaudenzio, probabile successore immediato di Optato, era uno dei capi della Chiesa donatista e a lui Agostino dedicò attorno al 420 un'opera, il Contra Gaudentium.
Ultimo vescovo noto è Secondo, il cui nome figura al 77º posto nella lista dei vescovi della Numidia convocati a Cartagine dal re vandalo Unerico nel 484; Secondo era già deceduto all'epoca della redazione di questa lista.
Dal 1933 Tamugadi è annoverata tra le sedi vescovili titolari della Chiesa cattolica; la sede è vacante dal 24 maggio 2023.

## Cronotassi

### Vescovi
- Novato † (menzionato nel 256)
- Sisto ? † (menzionato nel 320)
  - Optato † (388 - 398 deceduto) (vescovo donatista)
- Faustiniano † (prima del 411 - dopo il 416 ?)
  - Gaudenzio † (398 - dopo il 420) (vescovo donatista)
- Secondo † (prima del 484)

### Vescovi titolari
- Román Acevedo Rojas † (29 novembre 1967 - 29 maggio 1994 deceduto)
- Patrick James Zurek (5 gennaio 1998 - 3 gennaio 2008 nominato vescovo di Amarillo)
- Enrique Sánchez Martínez (21 luglio 2008 - 16 novembre 2015 nominato vescovo di Nuevo Laredo)
- Pedro Collar Noguera (23 aprile 2016 - 16 febbraio 2017 nominato vescovo di San Juan Bautista de las Misiones)
- Kenneth Michael Howell (28 marzo 2017 - 24 maggio 2023 nominato vescovo di Toowoomba)